# Bolbocaffer luniferum
Bolbocaffer luniferum là một loài bọ cánh cứng trong họ Geotrupidae. Loài này được Petrovitz miêu tả khoa học năm 1975.